# Crash Bandicoot (lik)
Crash Bandicoot je fiktivni lik videoigre Crash Bandicoot. Prvi put se pojavio 1996. u istoimenoj igri za PlayStation. On je ljubimac zlog znanstvenika dr. Nea Cortexa. Cortex je izumio Zraku za mutiranje ali je nešto pošlo po zlu pa je Crash postao mutant. Izgleda kao narančasti lisac s plavim hlačama i smeđim rukavicama. Živi na otoku N. Sanity u kolibici sa svojom sestrom Coco. Ne može govoriti ali često ga vidimo kako grize jezik, smije i čudi se s okruglim ustima. Ima razne pustolovine za spašavanje svojeg otoka a nekad i cijelog svijeta protiv Cortexa i njegovih prijatelja. Uvijek je spreman pomoći svojim susjedima i sestri. Voli jabuke jer mu daju živote. Na njegovim avanturama ga prati magična leteća maska Aku Aku koji mu daje snagu. Crash također ima vještine kao što su udarac s kojim se Crash jako brzo okreće, smrtonosno uklizavanje i jako visoki skok. 

## Pozadina

### Crash Bandicoot
Crashov život započeo je normalno. Živio je kao običan jazavčar, ali ga je oteo zli znanstvenik, Doktor Neo Cortex, kao dio njegovog plana da zavlada svijetom. Pomočnik zlog doktora, Doktor Nitrus Brio, ga je pogodio zrakom za mutiranje i pretvorio ga u antropomorfnog jazavčara s osjećajima. Crash je postao hiperaktivan i pokušao pobjeći, ali ga je Cortex stavio u stroj za pranje mozga. Stroj nije proradio i Crash je uspio pobjeći. Nakon što je pobjegao, pao je u vodu i izgubio se. Nakon toga je počeo tražiti Cortexa jer Cortex želi oprati mozak njegove cure Tawne.